# كيفن كيمب
كيفن كيمب هو لاعب هوكي الجليد كندي، ولد في 3 مايو 1954 في أوتاوا في كندا، وتوفي في 25 أغسطس 1999.

## وصلات خارجية
- كيفن كيمب على موقع دوري الهوكي الوطني (الإنجليزية)
- كيفن كيمب على موقع قاعة مشاهير الهوكي (لاعب أن.إتش.أل) (الإنجليزية)
- كيفن كيمب على موقع EliteProspects.com (الإنجليزية)
- كيفن كيمب على موقع HockeyDB.com (الإنجليزية)
- كيفن كيمب على موقع Hockey-Reference.com (الإنجليزية)